# Сомалийские пираты

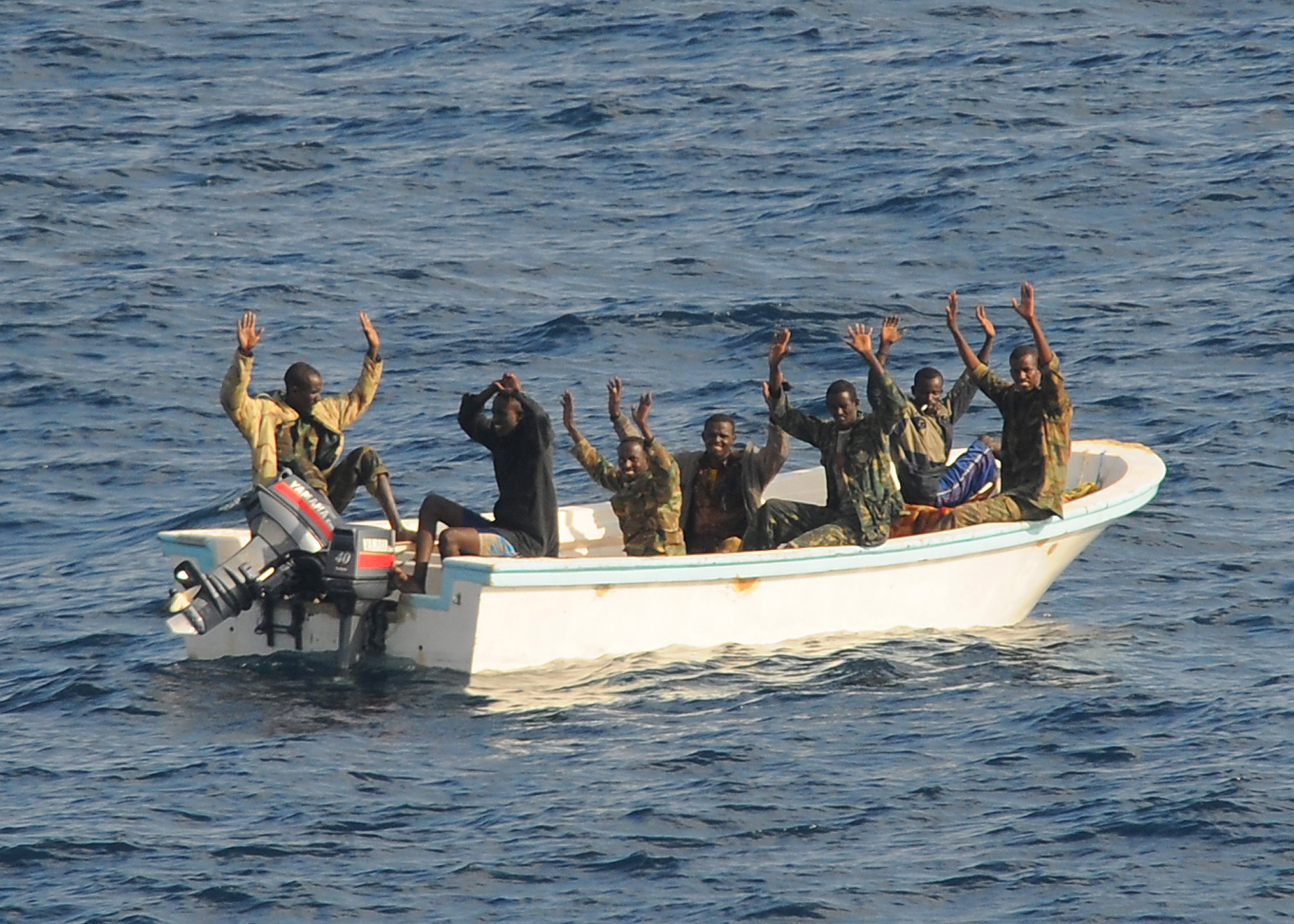
Сомалийские пираты на моторной лодке, сдающиеся в плен

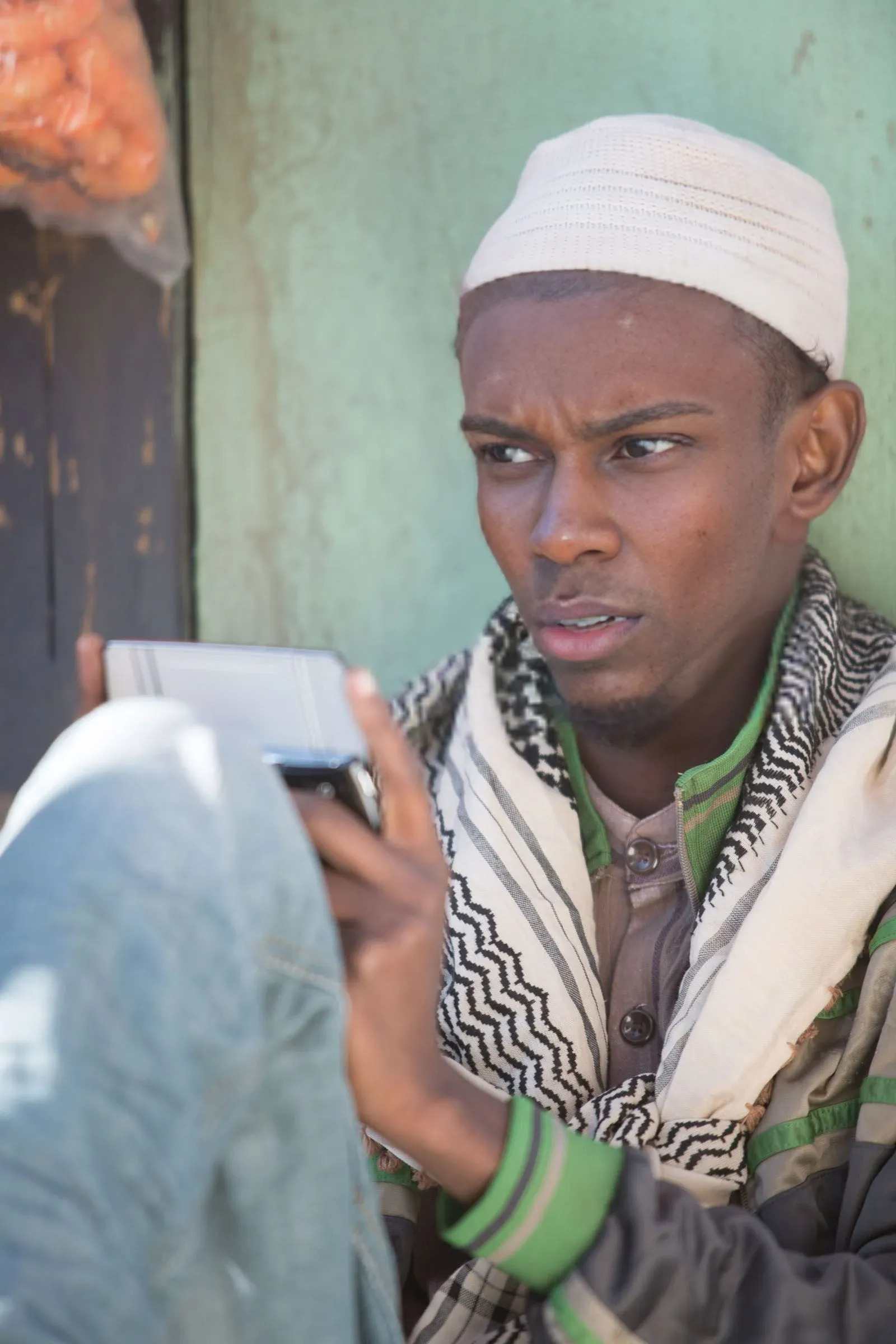
«Я участвовал в двух операциях и лично в захвате корабля, все атаки были успешными», — Перек Пополу

Сомали́йские пира́ты — вооружённые группировки, захватывавшие с целью выкупа морские суда у берегов Сомали в 2000-е и 2010-е годы. В качестве транспортных средств они использовали малотоннажные суда (катера, моторные лодки, рыбацкие суда).
Для обеспечения безопасности судоходства в зоне действия пиратов выполняется боевое патрулирование флотами иностранных государств, включая США, Россию, Индию, Китай, Евросоюз (операция «Атланта») и прочие страны. В результате, к 2010 году патрулям удалось сократить количество случаев пиратства. После 2013 года случаи захватов судов сомалийскими пиратами стали чрезвычайно редкими и заканчивались, в основном, неудачами.

## Предыстория

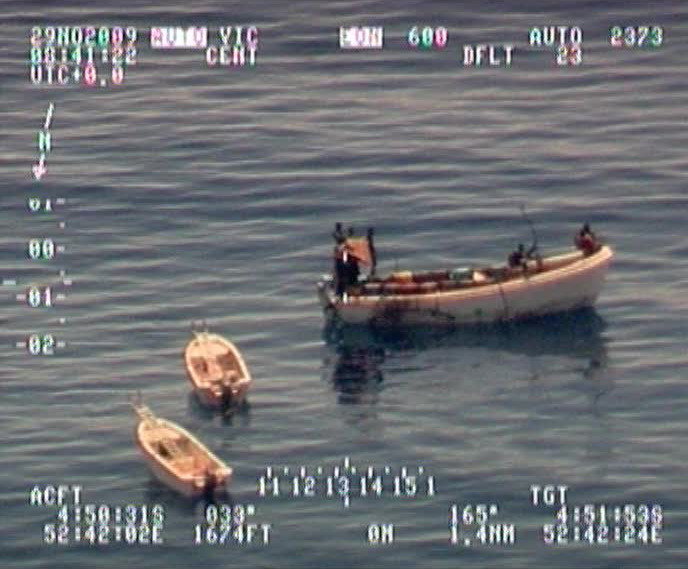
Сомалийцы в перекрестьи прицела американского военного пилота

Случаи пиратства у берегов Африканского Рога в XX веке были нередким явлением. Бедность местного населения, слабость государственных институтов и близкое расположение оживлённых морских торговых путей с беззащитными торговыми судами и богатой добычей на них способствовали его существованию. Так, в 1990 году у берегов Сомали пираты захватили советский траулер «Кафф» с 27 моряками на борту.
В 1991 году Сомали фактически перестало существовать как централизованное государство, разбившись на зоны влияния местных властей. К относительной стабильности государство пришло только с созданием Федерального правительства Сомали, которое с иностранной поддержкой установило контроль над значительной частью страны. Беспорядок, царивший во время Гражданской войны, означал, что ВМФ Сомали не мог осуществлять охрану сомалийских территориальных вод.
Поскольку территориальные воды Сомали остались без защиты, иностранные рыболовные суда начали нелегально ловить рыбу на побережье, а также сбрасывать там отходы. Это привело к истощению рыбных запасов. Местные рыбаки, потерявшие возможность прокормить себя, начали объединяться и нападать на проплывающие мимо суда.
Постепенно пиратство стало профессиональной отраслью. В пираты, в основном, шли молодые люди в возрасте от 20 до 35 лет из Пунтленда, самопровозглашённого государства (а ныне признанной автономии) на северо-востоке Сомали. По информации агентства BBC, на 2008 год пираты делились на следующие категории:
- местные рыбаки, включившиеся в пиратство, хорошо знающие морские условия;
- бывшие военные, принимавшие участие во внутренних войнах Сомали в составе местных кланов и имеющие боевой опыт;
- эксперты, умеющие работать с техникой, в частности, с GPS-оборудованием.

Из-за гражданской войны в стране не составляло труда найти оружие. Местные власти (вернее, полевые командиры и лидеры племён) не были заинтересованы в каком-либо противодействии пиратству. В итоге, 2000-е годы стали эпохой бума сомалийского пиратства.

## Столкновения с пиратами

### Хронология

#### 2003—2007
- 2003, 4 марта — нападение пиратов на российский танкер «Монерон», совершавший рейс из Саудовской Аравии в Кению: 7 пиратов находились на двух моторных лодках. После отказа остановиться начали стрелять из автоматов и гранатометов. Пираты продолжали преследование судна около часа.[11]
- 2005, 5 ноября — нападение пиратов на круизный лайнер «Сиборн спирит» в 160 км от побережья Сомали. Лайнер следовал из Александрии на Сейшелы. Пираты на двух скоростных катерах приблизились к судну и открыли огонь из автоматов и гранатомета. С судна ответили из звуковой пушки. В 2005 сомалийские пираты предприняли около 23 рейдов.[12]
- 2006 — бой пиратов с двумя кораблями ВМС США: ракетный крейсер и эсминец.[13] Этот бой считается первым морским сражением XXI века.
- 2007 — сомалийские пираты захватили сухогруз «Розен», зафрахтованный Всемирной продовольственной программой ООН.[14]
- 2007 — захват японского танкера.[15]
- 2007 — захват северокорейского судна «Тэ Хон Дан».

#### 2008
- 1 февраля 2008 — захват буксира «Свитцер Корсаков», освобождённого за выкуп в 700 тысяч долларов.[16]

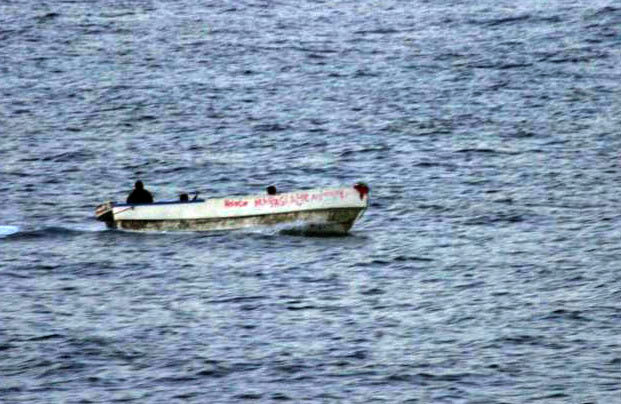
Лодка с пиратами у берегов Сомали

- 4 апреля — захват французского круизного судна «Ле Понан». Судно возвращалось с Сейшельских островов. На его борту находилось 32 пассажира, большинство из которых граждане Франции.[17][18][19] Спустя несколько дней яхту поставили на якорь у берегов самопровозглашённой сомалийской Республики Пунтленд. Для освобождения членов экипажа Франция отправила в Восточную Африку бойцов элитного контртеррористического подразделения GIGN. Все заложники, находившиеся на борту судна, были освобождены. Вскоре после этого французским военным удалось задержать на суше шесть предполагаемых пиратов.[20][21]
- 20 апреля — захват пиратами в 400 километрах от сомалийского побережья испанского траулера «Плая де Бакио» с 26 членами экипажа на борту. Судно, занимающееся добычей тунца, было обстреляно из гранатометов, что заставило экипаж сдаться. После этого пираты взяли траулер на абордаж.[22][23]
- 2 июня была принята резолюция Совета Безопасности ООН за номером 1816, разрешающая военным кораблям коалиции действовать в территориальных водах Сомали. На момент принятия резолюции в плену у пиратов находились нидерландское судно Amiya Scan и немецкое судно Lehmann Timber; с начала 2008 года были захвачены 26 судов.[24]
- 19 августа — 22 августа — захвачено сразу шесть гражданских судов.[25]

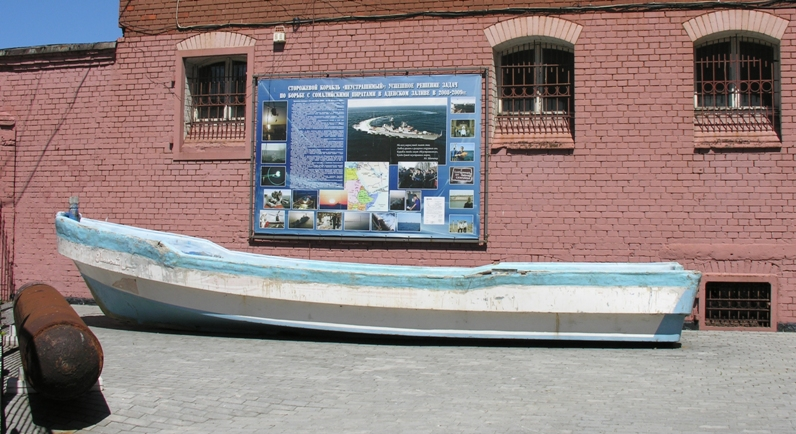
Лодка сомалийских пиратов, захваченная экипажем сторожевого корабля ДКБФ «Неустрашимый». Музей Балтийского флота, Балтийск

- 18 сентября — греческое грузовое судно захвачено пиратами у побережья Сомали. На борту 25 членов экипажа[26]
- 23 сентября — главком ВМФ России адмирал Владимир Высоцкий отвечая на вопрос, не планируется ли участие кораблей ВМФ России в международных усилиях по борьбе с пиратством в районе Сомали, сказал: «Планируется, и уже в ближайшее время. Однако российские корабли не будут принимать участие в международных операциях, а будут решать эту задачу самостоятельно».[27]
- 26 сентября — сторожевой корабль «Неустрашимый» Балтийского флота будет в течение нескольких месяцев обеспечивать безопасность российских судов в районе Африканского рога, заявил РИА Новости в пятницу командующий Балтфлотом вице-адмирал Виктор Мардусин.[28]
- 11 ноября — в результате совместных действий ВМФ России и Великобритании была отбита атака на сухогруз «Пауэрфул», убито три пирата и ранено ещё восемь[29].
- 17 ноября — захвачен новейший супертанкер Sirius Star с грузом нефти на сумму свыше 100 миллионов долларов. Событие получило огромный резонанс в мировых СМИ, и как самый дорогой трофей сомалийских пиратов, и по факту его захвата в открытом море на большим расстоянии от берегов Сомали, в водах, ранее считавшихся безопасными.[30]

Всего в 2008 году в регионе совершено 95 пиратских нападений, захвачено 49 судов, огнестрельное оружие применялось пиратами 46 раз, при этом погибли 11 моряков, 32 получили ранения и 23 пропали без вести.
Ухудшение ситуации заставило Совет Безопасности ООН в 2008 году принять четыре резолюции, в которых были регламентированы международные усилия по борьбе с пиратством, а также содержалось разрешение преследовать пиратов в территориальных водах Сомали и применять оружие для их обезвреживания. Также в декабре 2008 года в Найроби (Кения) проведена Международная конференция по борьбе с пиратством у берегов Сомали с участием 40 государств (в том числе Российская Федерация), где были приняты конкретные решения о постоянной военной операции и комплексе политических мер по борьбе с пиратством. Эти события положили начало организованному противодействию пиратству со стороны международного сообщества.

#### 2009
8 апреля 2009 года четыре пирата захватили датско-американское грузовое судно Maersk Alabama на расстоянии 240 морских миль (440 километров) к юго-востоку от сомалийского города Эйла. Захваченное судно было отбито в ходе спасательной операции ВМС США.
27 апреля 2009 года в Аденский залив для участия в международной миссии по борьбе с пиратами прибыл новый отряд кораблей российского Тихоокеанского флота. Отряд состоит из БПК «Адмирал Пантелеев», морского буксира «МБ-37» и танкеров «Ижора» и «Иркут». На палубе БПК «Адмирал Пантелеев» находились два вертолёта, в состав отряда входило и подразделение морской пехоты. Позднее к отряду присоединился ТАРК «Пётр Великий» со штабом командира отряда вице-адмирала К. С. Сиденко на борту. Позднее российские корабли, сменяя друг друга, свыше 10 лет несли боевую антипиратскую вахту, обеспечивая безопасность торгового судоходства у берегов Сомали.
27 апреля в 14:30, после выхода из международного транзитного коридора, в 120 милях к востоку от острова Сокотра, российский танкер NS Commander, следующий в Сингапур, был атакован тремя лодками с сомалийскими пиратами, вооружёнными автоматами и гранатометами. Информация доведена до оперативного дежурного российского ВМФ, который порекомендовал танкеру следовать к находящемуся в 130 милях БПК «Адмирал Пантелеев». Маневрируя курсом и скоростью, используя воду из пожарных шлангов, в 16:05 танкер отбился от пиратов.
28 апреля судно с пиратами на борту было задержано БПК «Адмирал Пантелеев» примерно в 15 милях восточнее побережья Сомали. При досмотре шхуны было обнаружено оружие, лестницы для подъёма на борт, навигационное оборудование и большое количество стреляных гильз. Были задержаны все 29 человек, находившихся на борту. Как отметили в Минобороны РФ, не исключено, что именно эти люди накануне пытались захватить российский танкер NS Commander.

#### 2010
По состоянию на октябрь 2010 году в плену у сомалийских пиратов находились 18 судов и свыше 400 моряков.

#### 2011
В 2011 году пиратами захвачены 32 судна и свыше 800 моряков. Ущерб от сомалийских пиратов в 2011 году составил 6,6-6,9 миллиарда долларов. Об этом сообщается в отчёте Oceans Beyond Piracy — проекта американского фонда One Earth Future. Этот год стал годом наибольшей активности сомалийских пиратов.

#### 2012
10 мая 2012 года сомалийские пираты в акватории Аравийского моря захватили греческий танкер «Смирни» (Smyrni) с грузом 135 тыс. тонн сырой нефти, идущий под флагом Либерии.
15 мая европейцы впервые обстреляли пиратов на территории Сомали. Ракетный удар был нанесён с воздуха: в операции была задействована авиация, базирующаяся на кораблях ВМС европейских стран, патрулирующих Аденский залив. Контр-адмирал Дункан Поттс, командующий объединёнными европейскими силами в регионе, заявил, что обстрел был точечным: никто из местных жителей не пострадал. Среди европейцев потерь также нет. Авиация какой страны участвовала в операции, не сообщается.
Благодаря усилиям международной коалиции за год с мая 2012 по май 2013 года сомалийским пиратам не удалось захватить ни одного судна. Также свою роль в схождении на нет пиратства у берегов Сомали сыграла операция созданного в Пунтленде спецотряда Пунтлендской морской полиции (Puntland Maritime Police Force), предназначенного для борьбы с пиратством, незаконной рыбной ловлей и загрязнением океана. Силами этой полиции были уничтожены наземные базы сомалийских пиратов. После активизации Пунтлендской морской полиции пиратство переместилось на Галмудугское побережье.

#### 2017
Впервые за пять лет был захвачен нефтеналивной танкер.

### Хронология наиболее известных атак
| Дата атаки Дата освобождения       | Судно, дедвейт                                    | Страна владельца (под флагом)              | Экипаж, чел. | Описание |
| ---------------------------------- | ------------------------------------------------- | ------------------------------------------ | ------------ | --- |
| 2008 год                           |                                                   |                                            |              | |
| 28 мая, 2008 8 июля, 2008          | «Lehmann Timber»                                  | Германия                                   | 15           | Сухогруз «Lehmann Timber» был захвачен девятью сомалийскими пиратами в Аденском заливе 28 мая. Экипаж состоял из 9 филиппинцев, 4 украинцев, одного русского и эстонского члена команды. Корабль удерживался в течение 42 дней, где в первые три недели шли торги о выкупе между пиратами и владельцем сухогруза, немецкой компанией «Грейпейджес», которая предлагала за экипаж не более 200 000 $ в то время как пираты требовали 3 миллиона $. Сторонам удалось договориться в 750 000 $ за пленников, после того как пираты пообещали расстреливать по два человека в день. Пленники были освобождены 8 июля 2008. |
| 20 июля, 2008 27 сентября, 2008    | «Stella Maris»                                    | Япония                                     | 20           | Пираты захватили японский балкер оффшорного владельца TURTLE MARINE SHIPPING SECOND, оператор японская компания MMS CO LTD. Экипаж 20 филиппинцев. |
| 10 августа, 2008                   | «Yenagoa Ocean»                                   |                                            |              | Владелец SL Integrated Services. Судно следовало из Дубая в Могадишо. |
| 12 августа, 2008 16 октября, 2008  | «Thor star» 10 572 тонн                           | Таиланд                                    | 28           | Оператор судна THORESEN & CO BANGKOK LTD. Экипаж 28 граждан Таиланда. Судно перевозило лес из Юго-Восточной Азии в Европу. |
| 19 августа, 2008 29 сентября, 2008 | «Bunga Melati Dua» 22 254 тонн                    | Малайзия                                   | 20           | 19 августа был захвачен танкер-химовоз малайзийского владельца MISC BHD, перевозивший пальмовое масло. Экипаж более 20 граждан Малайзии. |
| 21 августа, 2008 10 октября, 2008  | «IRAN DEYANAT» 44 468 тонн                        | Иран                                       | 29           | Балкер, принадлежащий компании «Islamic Republic of Iran Shipping Lines». Экипаж судна 14 иранцев, 3 индийца, 2 филиппинца и 9 граждан стран Восточной Европы. Груз химический и партия стрелкового оружия, направлявшийся в Эритрею. Сумма выкупа не разглашается. |
| 21 августа, 2008 8 октября, 2008   | «Irene» 7373                                      | Япония                                     | 19           | Танкер-химовоз японской компании «KOYO KAIUN CO LTD-TOKYO». Экипаж 19 человек, среди них двое граждан России (капитан и старший механик), 15 или 16 граждан Филиппин, один гражданин Хорватии. |
| 21 августа, 2008 11 сентября, 2008 | «BBC Trinidad» 9775                               |                                            | 13           | Экипаж судна 13 человек, капитан гражданин Словении, 9 граждан Филиппин, 3 граждан России — старший механик, второй механик, второй помощник. Пираты получили выкуп 1,4 млн долларов. |
| 29 августа, 2008 28 сентября, 2008 | «BUNGA MELATI 5» 22 116                           | Малайзия                                   | 41           | Пираты захватили танкер-химовоз владельца и оператора «MISC BHD». Экипаж 41 человек, граждане Малайзии и Филиппин. Сумма выкупа составила 2 млн долларов. |
| 3 сентября, 2008 27 сентября, 2008 | «Al Mansourah» 9549                               | Египет                                     | 25           | Следовал с грузом цемента. Пираты захватили сухогруз, принадлежащий компании «RED SEA NAVIGATION CO». |
| 4 сентября, 2008 16 сентября, 2008 | «Carre d’as IV» тонн                              | Франция                                    | 3            | Французская парусная яхта длиной 16 метров. На борту 3 яхтсмена из Франции. Была освобождена французским спецназом, при этой операции был убит 1 пират и шестеро схвачены. |
| 10 сентября, 2008 16 октября, 2008 | «Bright Ruby» 15 872                              | Республика Корея                           | 21           | Пираты захватили корейский балкер. Экипаж 21 человек, 9 граждан Кореи, 12 граждан Мьянмы. |
| 15 сентября, 2008 16 ноября, 2008  | «Stolt Valor»                                     | Индия                                      | 22           | 15 сентября 2008 в 13:16 местного времени сомалийскими пиратами был захвачен танкер-химовоз STOLT VALOR. Во время захвата танкер находился в 38 милях от Йемена. Экипаж 22 человека, 18 индийцев, 2 филиппинца, один гражданин Бангладеш и один россиянин. 16 ноября 2008 пираты освободили судно, сумма выкупа составила 1,1 млн долларов. |
| 17 сентября, 2008 27 ноября, 2008  | «MV Centauri» 12 812                              | Греция                                     | 26?          | Балкер, экипаж 26 филиппинцев. Груз 17 000 тонн соли, направлявшийся в Кению. 27 ноября пираты освободили судно, команда чувствует себя хорошо, о сумме выкупа пока ничего неизвестно. |
| 18 сентября, 2008 19 ноября, 2008  | «Great Creation»                                  | Гонконг                                    | 25           | Пираты захватили сухогруз на пути из Туниса в Индию. Экипаж судна 25 человек, 24 гражданина КНР и капитан гражданин Шри-Ланки. 19 ноября 2008 директор Программы по содействию восточноафриканским морским перевозчикам Эндрю Мвангура заявил: «Пираты этим утром освободили Great Creation, и в настоящее время оно направляется в Абу-Даби». На каких условиях пираты согласились освободить судно, пока не сообщается. |
| 21 сентября, 2008 7 декабря, 2008  | «MT Capt Stefanos» 74 077                         | Греция                                     | 19           | Это судно перевозило груз угля и имело 17 филиппинцев, одного китайца и одного украинца на борту. Оператор греческая «CHARTWORLD SHIPPING». 7 или 8 декабря 2008 года пираты освободили балкер. |
| 25 сентября 2008 5 февраля 2009    | «Фаина»                                           | Украина                                    | 21           | Пираты захватили украинский сухогруз «Фаина», на борту которого находился 21 член экипажа: 17 из них — граждане Украины, трое — граждане России, в том числе капитан Владимир Рудольфович Колобков, и один — гражданин Латвии. На борту «Фаины» находился опасный груз: 33 танка Т-72, гранатомёты, зенитные установки. 28 сентября 2008 поступила информация от первого помощника капитана Виктора Никольского, что капитан Владимир Рудольфович Колобков скончался от гипертонического криза. За освобождение судна пираты в разное время требовали от 3 до 35 миллионов долларов. |
| 27 сентября 2008 21 октября 2008   | «Genius» 10 006 тонн                              | Греция                                     | 19           | Сомалийские пираты захватили танкер греческого оператора «MARE SHIPMANAGEMENT SA». Судно шло под флагом Либерии. Команда состояла из 19 человек, по сообщению МИД Грузии, там находилось шесть граждан Грузии. |
| 9 октября, 2008                    | «Wail»                                            | Сомали                                     | 21           | Пираты захватили сухогруз с грузом цемента. Информации нет, но корабль, по всей видимости, сомалийский. |
| 15 октября, 2008                   | «MT African Sanderling»                           | Республика Корея                           | 21           | Пираты захватили очередной танкер, на этой раз добычей стал African Sanderling корейского владельца, японского оператора, под панамским флагом. Экипаж состоял из 21 филиппинца. |
| 21 октября, 2008                   | доу                                               | Индия                                      | 11           | 21 октября — сомалийские пираты захватили индийское доу с экипажем из 11 человек. Доу с грузом следовало в Сомали, это практически всё, что известно. Точной даты захвата и деталей нападения IMB не знает, о нападении и захвате стало известно от третьей стороны. Доу — тип судов, используемый в регионе Персидского залива, Аравийского моря и Красного морей. В мировых базах данных суда этого типа не числятся и на учёт практически никем не ставятся. Могут брать на борт до нескольких сот тонн груза, часто вместе с двигателем имеют и парусное вооружение. Конструкция доу не меняется сотни или уже тысячи лет. Для пиратов очень лёгкая добыча — небольшая скорость, низкий борт, никакого сопротивления со стороны экипажа. Много за доу пираты не получат, наверняка не больше нескольких десятков тысяч долларов. По сообщению из Сомали индийское доу было освобождено через несколько часов после его захвата, опять некими силами безопасности Сомали. После перестрелки, согласно сообщению, 4 пирата сбежали с захваченного судна, 4 были убиты, из экипажа никто не пострадал. Доу следовало с грузом сахара в Берберу, порт на северо-западе Сомали, столицу непризнанной республики Сомалиленд. |
| 7 ноября, 2008                     | «Cec Future»                                      | Дания                                      | 13           | Сомалийские пираты захватили судно Cec Future датского судовладельца «Clipper Group» под флагом Багамских островов. На борту корабля находится 13 моряков, из которых 11 — граждане России, один — гражданин Грузии и один — уроженец Литвы. |
| 10 ноября, 2008                    | «MT Stolt Strength»                               | Индия                                      | 23           | Это второе судно, зафрахтованное группой «Stolt-Nielsen», первым похищенным танкером этой компании стал «Stolt Valor», который пираты взяли на абордаж 15 сентября, и освободили после уплаты выкупа 16 ноября. Несмотря на это, компания, видимо, и в этот раз будет заботиться о здоровье своих сотрудников. Экипаж состоял из 23 филиппинцев. Судно следовало всем предписаниям и рекомендациям, призванным обеспечить безопасность судов. Таким образом пираты посмеялись над коалицией, пытающейся обеспечить безопасность судоходства. Судно перевозило ортофосфорную кислоту. |
| 12 ноября, 2008                    | «MV Powerful»                                     | Дания                                      | 9            | Фрегат ВМС Великобритании «Cumberland» и российский сторожевой корабль «Неустрашимый» отбили две атаки сомалийских пиратов на датское судно «Powerful» в Аденском заливе. После неудавшейся попытки захватить судно, при попытке досмотра судна доу, оказавшегося пиратской базой, по британским морским пехотинцам, находившимся в тот момент на надувных лодках, открыли огонь. В результате перестрелки двое пиратов были убиты, один, предположительно йеменец, был ранен и впоследствии скончался, а ещё 8 взяты в плен. Британцы использовали вертолёт Lynx. Российская сторона в свою очередь утверждает, что во время операции с борта «Неустрашимого» поднимался вертолёт Ка-27, по всей видимости, это была или другая группа пиратов, или те же самые перед перестрелкой с британцами. Британская сторона отрицает факт совместной операции. |
| 12 ноября, 2008                    | «THE KARAGOL»                                     | Турция                                     | 14           | Турецкое судно с 14 членами экипажа было похищено у берегов Йемена. Оно транспортировало больше 4000 тонн химикатов в порт Бомбея. |
| 13 ноября, 2008                    | «Капитан Маслов»                                  | Россия                                     |              | в 16:50 по московскому времени сомалийскими пиратами обстрелян из гранатомётов и автоматов российский теплоход «Капитан Маслов». |
| 14 ноября, 2008                    | «TIANYU 8»                                        | Китай                                      | 24           | Сомалийские пираты захватили китайское рыболовецкое судно Тяньюй № 8 или Танио англ. Tianyu No. 8 or Tanyo 8 в районе кенийского побережья, сообщает агентство Синьхуа со ссылкой на источник в министерстве транспорта Китая. Неизвестные захватили судно с экипажем из 24 человек в ночь на пятницу. Похитители потребовали от команды следовать к побережью Сомали. На судне находятся 15 китайцев, 1 таиландец, 1 японец, 3 филиппинца, 4 вьетнамца. |
| 15 ноября 2008                     | «Chemstar Venus»                                  | Япония                                     | 23           | В 155 километрах к северу от Аденского залива был захвачен японский химический танкер «Chemstar Venus». Экипаж захваченного судна состоит из 23 человек, пятеро из которых — граждане Южной Кореи, остальные 18 — филиппинцы. |
| 16 ноября, 2008                    | «Рабих»                                           | Саудовская Аравия                          |              | Судно «Рабих» подверглось атаке нескольких пиратских катеров, при этом на расстоянии 30 миль от него находился российский корабль «Неустрашимый», конвоировавший суда «Сачи Мару», «Элливита» и «Норд Сатурн». Капитану «Рабих» было рекомендовано увеличить ход, после чего российский сторожевик высадил группу антитеррора на «Сачи Мару», поднял в воздух вертолёт Ка-27 и направился к месту происшествия. Пираты скрылись. |
| 17 ноября, 2008                    | «Ekawat Nava 5»                                   | Таиланд                                    | 16           | Сомалийские пираты захватили тайское рыболовецкое судно с 16 членами экипажа у берега Африканского Рога. Команда судна состоит из 15 таиландцев и одного камбоджийца. Судно перевозило рыбацкое оборудование из Омана в Йемен. По последним данным был ошибочно потоплен индийским «INS Tabar», индийская сторона это отрицает. |
| 17 ноября, 2008                    | «Sirius Star»                                     | Саудовская Аравия                          | 25           | Был захвачен танкер «Sirius Star» под либерийским флагом, принадлежащий саудовской нефтяной компании Aramco, в составе команды 25 человек, из Великобритании, Хорватии, Польши, Филиппин и Саудовской Аравии. Нападение произошло в 450 морских милях к юго-востоку от Момбасы, Кения. 330-метровое судно перевозило сырую нефть на сумму в 100 миллионов долларов. Область, где было совершено нападение находится далеко на юг от того района, где патрулируют международные военно-морские силы. Пираты отбуксировали «Sirius Star» и поставили на якорь в Харардере, пиратской «крепости», в 265 милях от Эйля. |
| 18 ноября, 2008                    | «Delight»                                         | Иран                                       | 25           | В районе Аденского залива пираты захватили судно «Delight», следовавшее под флагом Гонконга, оператор судна — правительственная иранская компания «Islamic Republic of Iran Shipping Lines». Захваченный корабль вёз 36 тысяч тонн пшеницы в иранский порт Бендер-Аббас. Среди 25 членов команды граждане Ганы, Индии, Ирана, Пакистана, Филиппин. |
| 18 ноября, 2008                    |                                                   | Индия                                      |              | Фрегат ВМС Индии «Табар» (INS Tabar) затопил пиратское судно у побережья Сомали, сообщает в среду индийский телеканал NDTV. Пираты пытались совершить нападение на индийский фрегат в Аденском заливе, однако «Табар» отбил атаку, открыв огонь по нападавшим. В результате пиратское судно затонуло. |
| 18 ноября, 2008                    |                                                   | Греция                                     | 23-25        | Сомалийские пираты захватили греческий балкер, на судне находилось от 23 до 25 человек. |
| 28 ноября, 2008                    | «Бискайя»                                         | Либерия                                    | 29           | Сомалийские пираты захватили химический танкер, следовавший под либерийским флагом. На борту судна 29 человек, из них 25 граждан Индии, двое — Бангладеш, двое британцев. |
| 5 декабря, 2008                    | «Астор»                                           | Германия                                   | более 500    | Фрегат ВМС ФРГ «Мекленбург-Передняя Померания» отбил нападение пиратов на немецкий круизный суперлайнер «Астор». Пираты попытались приблизиться к «Астору» на двух моторных лодках. «Мекленбург-Передняя Померания» встал между судном и нападавшими и дал очередь из корабельного пулемёта, обратив пиратов в бегство. На борту «Астора» находились 492 туриста, совершавших круиз из египетского Шарм-эш-Шейха в Дубай. |
| декабрь, 2008 1 августа 2009       | «Масиндра 7»                                      | Малайзия, экипаж — граждане Индонезии      | 11           | 1 августа 2009 года пираты отпустили буксирное судно после того, как был уплачен выкуп. Судно принадлежит компании Masindra Shipping Pvt. Ltd. Его захватили, когда оно возвращалось в Малайзию из йеменского порта Эль-Мукалла. В Йемене буксир был нанят французской нефтяной компанией TOTAL. |
| 2009 год                           |                                                   |                                            |              | |
| 4 апреля, 2009 3 августа 2009      | «Ганза Ставангер»                                 | Германия                                   | 10           | 3 августа 2009 года освобождено. Судно принадлежит немецкой компании Leonhardt & Blumberg. Экипаж — граждане Германии (5 чел.), Украины (2 чел.), России (3 чел.) |
| 8 апреля, 2009                     | «Maersk Alabama»                                  | США                                        | 4            | Захватив американский контейнеровоз, пираты взяли в заложники капитана, третьего помощника и двух матросов, находящихся на мостике. Остальные члены экипажа закрылись в «цитадели» — в машинном и румпельном отделениях. После обесточивания судна и потери главаря пираты растерялись и согласились отступить в спасательной шлюпке вместе с капитаном. Однако, выбравшись из цитадели, экипаж предложил обмен капитана на заложника. Заложника вернули, а капитана пираты не вернули. К счастью, вовремя подошедшие морпехи высадились на контейнеровоз и приказали идти в порт назначения (Момбаса), а пиратами займутся они. Так и случилось — 13 апреля была проведена операция по спасению капитана судна. |
| апрель, 2009 11 февраля 2010       | «Win Far 161»                                     | Китайская Республика                       | 31           | За 10 месяцев плена трое моряков с рыболовецкого судна скончались. |
| 2 мая, 2009                        | «Ariana»                                          | Греция, под флагом Мальты                  | 24           | Экипаж: граждане Украины. |
| 6 мая, 2009                        | «Victoria»                                        | Германия, под флагом Антигуа и Барбуды     | 11           | Судно следовало в составе охраняемого конвоя, однако вертолёт с ближайшего военного корабля прибыл слишком поздно и не смог предотвратить нападение. Экипаж: граждане Румынии. 18 июля 2009 года пираты отпустили немецкое судно, получив выкуп в размере 1,3 миллиона евро. |
| 7 мая, 2009                        | «Марафон»                                         | Украина, под флагом Антильских островов    | 8            | Судно гружёно коксом. |
| 8 июля, 2009 5 октября, 2009       | «Горизонт-1»                                      | Турция                                     | 23           | 5 октября 2009 освобождено за выкуп 1,5 миллиона долларов. «Горизонт-1» вёз 33 тысячи кубометров сульфидов из Саудовской Аравии в Иорданию. |
| 2 октября, 2009                    | «Алакрана»                                        | Испания                                    | 36           | «Алакрана» вела промысел тунца с 31 августа. |
| 29 октября, 2009                   | «Thai Union 3»                                    | Таиланд                                    | 27           | Рыболовное судно, экипаж: 23 чел. — граждане России. |
| 29 ноября, 2009 18 января, 2010    | «Маран Сентаурус»                                 | Греция                                     |              | Супертанкер с 275 тысячами тонн нефти на борту был захвачен девятью вооруженными сомалийцами на двух лодках. 18 января 2010 года, после выплаты выкупа в размере от 5 до 7,7 миллиона долларов, пираты освободили весь экипаж и покинули танкер. |
| 28 декабря, 2009                   | «Навоис Аполлон»                                  | Панама                                     | 19           | Судно, направлявшееся в Индию с грузом удобрений, было взято в плен в 240 милях к востоку от Сейшельских островов. Экипаж захваченного сомалийскими пиратами сухогруза состоит из 19 человек — 18 граждан Филиппин и капитана из Греции. |
| 28 декабря, 2009 14 мая, 2010      | «St.James Park»                                   | Великобритания                             | 26           | Судно с грузом химикатов следовало в Таиланд из Испании. Танкер был захвачен в Аденском заливе в так называемом «Коридоре безопасности», охраняемом международными военными силами. Экипаж танкера состоит из 26 человек, из них трое граждан России, в том числе капитан, шестеро — Индии, пятеро — Болгарии, по трое — Филиппин и Турции, по двое — Украины и Румынии и по одному — Грузии и Польши. Освобожден пиратами после уплаты выкупа 14 мая 2010 года. |
| 2010 год                           |                                                   |                                            |              | |
| 1 января, 2010                     | «Прамони»                                         | Индонезия                                  | 24           | Нападение на танкер, следовавший под флагом Сингапура, было совершено в Аденском заливе. Перевозящий химикаты, на борту которого находятся 24 члена экипажа (17 индонезийцев, 5 граждан КНР, нигериец и вьетнамец). |
| 2 января, 2010 14 мая, 2010        | «Asian Glory»                                     | Великобритания                             | 25           | Автомобилевоз под британским флагом был захвачен в Индийском океане в шестистах милях от побережья Сомали. Владелец автомобилевоза — лондонская компания Zodiac Maritime Agencies Ltd. «Эйжн Глори» вышел 26 декабря 2009 года из Сингапура и направлялся в Джидду (Саудовская Аравия). Экипаж: 10 граждан Украины, 8 — Болгарии, 5 — Индии, 2 — Румынии. Судно освобождено 14 мая 2010 года после уплаты выкупа. |
| 27 января, 2010                    | «Layla-S»                                         | Камбоджа                                   |              | Камбоджийский сухогруз. |
| 3 февраля, 2010                    | «MV Rim»                                          | КНДР                                       |              | Владельцем сухогруза является ливийская компания White Sea Shipping. |
| 5 марта, 2010                      | «UBT Ocean»                                       | Норвегия, под флагом Маршалловых островов  | 24           | Захвачен недалеко от острова Мадагаскар, то есть вдали от обычного района действий пиратов, экипаж: 17 индонезийцев, 5 китайцев, 1 нигериец и 1 вьетнамец. |
| март, 2010                         | «Talca»                                           | Иран                                       |              | Судно шло с грузом апельсинов. Стоимость груза, как сообщается, составляет около четырёх миллионов долларов. |
| 4 апреля, 2010 ноябрь, 2010        | «Samho Dream»                                     | Республика Корея                           | 24           | Нефтяной танкер. Экипаж: 19 филиппинцев и 5 граждан Южной Кореи. За выкуп, который составил девять миллионов долларов США, отпущено в ноябре 2010 года. |
| 5 мая, 2010 6 мая, 2010            | Танкер «Московский университет» (106,6 тыс. тонн) | Россия (под флагом Либерии)                | 23           | Следовавший под либерийским флагом танкер «Московский университет», принадлежавший российской компании «Новошип» (Новороссийское морское пароходство) был захвачен в Аденском заливе. На борту судна, которое следовало из Красного моря в Китай, находилось 86 тысяч тонн нефти. Уже на следующий день захваченный танкер был освобождён силами команды подоспевшего на помощь российского противолодочного корабля «Маршал Шапошников». Экипаж танкера не пострадал, один пират убит, остальные задержаны. Задержанные впоследствии были отпущены, но, как заявил представитель МО РФ, «пираты не добрались до берега». |
| 11 мая, 2010                       | «MV Panega»                                       | Болгария                                   | 15           | Танкер, перевозивший жидкие химикаты. |
| август, 2010                       | «Сирия Стар»                                      | Сирия, под флагом Сент-Винсента и Гренадин | 24           | Сухогруз с сахаром. |
| 23 октября, 2010                   | «MV York»                                         | Греция                                     | 17           | Танкер для перевозки сжиженного газа. Экипаж: 14 филиппинцев, двое украинцев и гражданин Германии — капитан судна. |
| октябрь, 2010                      | «Beluga Fortune»                                  | Германия                                   |              | Владельцем грузового судна является компания Beluga Shipping из Бремена. |
| 2011 год                           |                                                   |                                            |              | |
| 1 января, 2011 3 ноября 2011       | «Blida»                                           |                                            | 21           | Судно принадлежит алжирской компании International Bulk Carrier, его оператором является греческая компания Secur Holdings. Экипаж: 6 украинцев, 17 алжирцев, 2 гражданина Филиппин, индонезиец и иорданец. Нападение произошло в 280 километрах к юго-востоку от Салалы (Оман) в Аденском заливе, когда судно шло в Дар-эс-Салам. 3 ноября 2011 года освобождено из пиратского плена. Сумма выкупа, уплаченного пиратам за освобождение балкера и его команды, не сообщается. |
| 15 января, 2011 21 января, 2011    | «Samho Jewelry»                                   | Республика Корея, под мальтийским флагом   | 21           | Танкер, принадлежащий южнокорейской судоходной компании Samho Shipping, шел из ОАЭ в Шри-Ланку. Экипаж: 8 корейцев, 2 индонезийца и 11 мьянманцев. В ходе операции, погибли восемь захватчиков, огнестрельное ранение в область живота получил шкипер танкера, однако его жизни ничего не угрожает. Остальные члены экипажа не пострадали. |
| 8 февраля, 2011                    | «Savina Caylyn»                                   | Италия                                     | 22           | Нефтеналивной танкер. Экипаж: 5 итальянцев и 17 граждан Индии. |
| 28 февраля, 2011                   | «MV Dover»                                        | Греция, под панамским флагом               | 23           | В экипаж входят 1 россиянин, 19 филиппинцев и 3 гражданина Румынии. Судно следовало из Пакистана в Йемен. |
| 28 марта, 2011                     | «Zirku»                                           | ОАЭ                                        | 29           | Нефтеналивной танкер захвачен в Аденском заливе. |
| 2012 год                           |                                                   |                                            |              | |
| 10 мая, 2012                       | «Smyrni»                                          | Греция, под флагом Либерии                 |              | Компания-оператор судна Dynacom Tankers Management Ltd. Танкер, шёл с грузом 135 тысяч тонн сырой нефти. |

## Экономические последствия

### Ущерб от пиратов по годам
| Год  | Сумма (млн $) |
| ---- | ------------- |
| 2008 | 120—150       |
| 2009 | 100           |
| 2010 | 75—238        |
| 2011 | 160           |

### Доходы пиратов
Заработки пиратов превышали нередко ВВП Сомали на душу населения, составлявший 600 долларов США в 2009 году. За захват судна пираты выручали выкуп в размере нескольких миллионов долларов США (одним из рекордов стали 7 млн долларов за греческий танкер Maran Centaurus в 2010 году). В 2009 году пиратами был создан прототип финансовой биржи в городе Харадхире: «инвесторы» приобретали паи на участие в атаке, расплачиваясь деньгами, оружием или оборудованием, а пираты использовали полученные средства для грабежа и отдавали долю награбленного «инвесторам», а также ещё долю на обустройство школ и больниц, развитие инфраструктуры на контролируемой ими территории и т. д. Одна из местных жительниц, «вложив» в пиратскую деятельность гранатомёт РПГ-7 и снаряды к нему стоимостью около 4,5 тыс. долларов США, получила затем 75 тысяч долларов США из выкупа за испанский рыболовный траулер Alakrana в размере 4 млн.

## Международная реакция
- 7 октября, 2008, Совет Безопасности ООН принял резолюцию 1838. Она разрешает государствам применить ВМС и ВВС для борьбы с пиратами в зоне Сомали.
- 8 декабря, 2008 Начало операции «Аталанта».
- Январь, 2009 Для противодействия атакам пиратов сформирована смешанная оперативная группа 151 (CTF 151)

Среди серии резолюций, принятых Советом Безопасности ООН, ключевое значение имеет резолюция № 1816 (2008), устанавливающая основы противодействия актам пиратства у побережья Сомали.
В этом акте Совет Безопасности отметил просьбу, направленную переходным правительством Сомали об оказании безотлагательной помощи в обеспечении безопасности территориальных и международных вод у побережья Сомали для безопасного осуществления судоходства. В результате Совет Безопасности уполномочил государства, сотрудничающие с переходным федеральным правительством Сомали, «входить в территориальные воды Сомали в целях пресечения актов пиратства и вооруженного разбоя на море сообразно тому, как это разрешается делать в открытом море в отношении пиратства согласно соответствующим нормам международного права». Совет Безопасности, кроме того, призвал «все государства, и особенно государства флага, порта и прибрежные государства и государства, гражданами которых являются жертвы и исполнители актов пиратства и вооруженного грабежа, а также государства, имеющие соответствующую международную и национальную юрисдикцию, сотрудничать в определении юрисдикции, в проведении расследований и в деле преследования в судебном порядке лиц, ответственных за акты пиратства и вооруженного разбоя у побережья Сомали, в соответствии с применимыми нормами международного права».
Тем самым Совет Безопасности преодолел принцип территориального суверенитета Сомали, допустив интервенцию в его территориальные воды «сообразно тому, как это разрешается делать в открытом море в отношении актов пиратства согласно соответствующим нормам международного права». Совет также признал «сотрудничество в определении юрисдикции» в качестве непременной меры борьбы с повторяющимися актами пиратства. Резолюция, таким образом, открыла путь для модификации принципов юрисдикции в отношении пиратства за пределы правовых рамок, установленных Конвенцией по морскому праву 1982 года, призвав все государства «сотрудничать в определении юрисдикции, в проведении расследований и в деле преследования в судебном порядке лиц, ответственных за акты пиратства и вооружённого разбоя у побережья Сомали, в соответствии с применимыми нормами международного права, включая международные стандарты в области прав человека, и оказывать содействие, в частности, путём оказания помощи в принятии мер и материально-технической помощи в отношении лиц, находящихся под их юрисдикцией и контролем, таких, как жертвы, свидетели и лица, задержанные в результате проведения операций».
Всего было задержано около 500 сомалийских пиратов, но две трети из них были затем отпущены. В апреле 2010 года по инициативе России была единогласно принята резолюция Совета Безопасности ООН об обеспечении эффективного уголовного преследования за пиратство. В ней Генеральному секретарю ООН поручается в трехмесячный срок представить доклад о возможных вариантах организации уголовного преследования пиратов.

## Военное присутствие в регионе

### Страны — участницы операций против пиратов
Военно-морской флот Российской Федерации в регионе в разное время представляли следующие корабли:

| - БПК «Адмирал Левченко» - БПК «Адмирал Чабаненко» - БПК «Адмирал Виноградов» - БДК «Азов» - БДК «Ямал» | - СКР «Неустрашимый» - БПК «Адмирал Пантелеев» - Фрегат «Маршал Шапошников» - МБ-37 - СБ-36 |

Борьбу с пиратством в разное время вели военно-морские силы других стран (в том числе стран НАТО и ЕС):

#### Операция «Оушен Шилд»
- НАТО
  -  Королевский ВМФ Великобритании[источник не указан 2912 дней]
    - HMS «Cornwall» (F99)
    - HMS «Chatham» (F87)
    - HMS «Montrose» (F236)

  -  Королевские ВМС Дании[130]
    - HDMS «Esbern Snare» (L17)
    - HDMS «Absalon» (L16)[131]
    - HDMS «Iver Huitfeld» (F361)

  -  ВМС Италии[источник не указан 2912 дней]
    - F584 «Bersagliere»
    - F572 «Libeccio»

  - Королевский канадский ВМФ[источник не указан 2912 дней]
    - HMCS «Fredericton» (FFH 337)

  -  Королевские ВМС Нидерландов[132]
    - HNLMS «Tromp» (F803)
    - HNLMS «Zeeleeuw» (S803)

  -  ВМС Норвегии[источник не указан 2912 дней]
    - HNoMS «Fridtjof Nansen» (F310)

  -  ВМС Португалии[источник не указан 2912 дней]
    - NRP «Vasco da Gama» (F330)
    - NRP «Dom Francisco de Almeida» (F334)

  -  ВМС США[источник не указан 2912 дней]
    - USS «Enterprise» (CVN-65)
    - USS «Carl Vinson» (CVN-70)
    - USS «Leyte Gulf» (CG-55)
    - USS «Bunker Hill» (CG-52)
    - USS «Farragut» (DDG-99)
    - USS «Bulkeley» (DDG-84)
    - USS «Sterett» (DDG-104)
    - USS «Donald Cook» (DDG-75)
    - USS «Laboon» (DDG-58)
    - USS «Bainbridge» (DDG-96)
    - USS «Stephen W. Groves» (FFG-29)
    - USS «Kauffman» (FFG-59)
    - USS «Nicholas» (FFG-47)
    - USS «De Wert» (FFG-45)

  -  ВМС Турции[источник не указан 2912 дней]
    - TCG «Giresun» (F491)
- Союзники[источник не указан 2912 дней]
  -  ВМФ НОА КНР
    - «Chaohu» (568) (衡陽號 (568))

  -  ВМС Республики Корея
    - ROKS «Chungmugong Yi Sun-Shin» (DDH-975) (충무공 이순신 (DDH-975))
    - ROKS «Choe Yeong» (DDH-981) (최영 (DDH-981))

  -  ВМС Пакистана
    - PNS «Babur» (D182)

  -  ВМС Украины
    - U130 «Гетьман Сагайдачний»

  -  МСС Японии
    - JS «Sazanami» (DD-113) (さざなみ (DD-113))
    - JS «Umigiri» (DD-158) (うみぎり (DD-158))

#### Другие операции
- -  Королевский австралийский военно-морской флот[133]
  -  ВМС Индии INS Tabar (F44)
  -  Королевские ВМС Малайзии[134]
  -  ВМС РФ
  -  Военно-морские силы КНР[135]
  -  ВМС Республики Корея[136]
  -  Королевские ВМС Саудовской Аравии[137]
  -  ВМС Швеции[138]
  -  Морские силы самообороны Японии[139]
  -  ВМС Ирана[140]

## В массовой культуре
- Нападение сомалийских пиратов и освобождение заложников описано в начале блокбастера «Неудержимые».
- Датский фильм «Угон» (2012, реж. Тобиас Линдхольм) посвящён переговорам с сомалийскими пиратами, захватившими торговое судно.
- «Жирная Борода» — эпизод South Park.
- Шоу «Смертоносный воин» — 2-й сезон, 7-я серия. По силе сомалийские пираты противопоставляются наркобаронам Медельинского картеля из Колумбии.
- «Капитан Филлипс» (англ. Captain Phillips) — американский кинотриллер режиссёра Пола Гринграсса, основанный на реальных событиях (а именно захват сомалийскими пиратами грузового судна США «Maersk Alabama» 8 апреля 2009 года).
- «22 минуты» — российский фильм. Основан на реальных событиях 2010 года. Со съёмками связан скандал, так как часть съёмочной группы официально заявила, что сюжетная линия и драматургия полностью искажена кинокомпанией в процессе съёмок.
- «Сомалийские пираты» (англ. The Pirates of Somalia) — драма Брайана Бакли о журналисте, который прибыл в Сомали для того, чтобы взять интервью у одного из лидеров пиратов.
- Серия документальных фильмов на YouTube-канале «The люди» про жизнь и пиратство в Сомали.[141][142]